# Funzione di Mertens

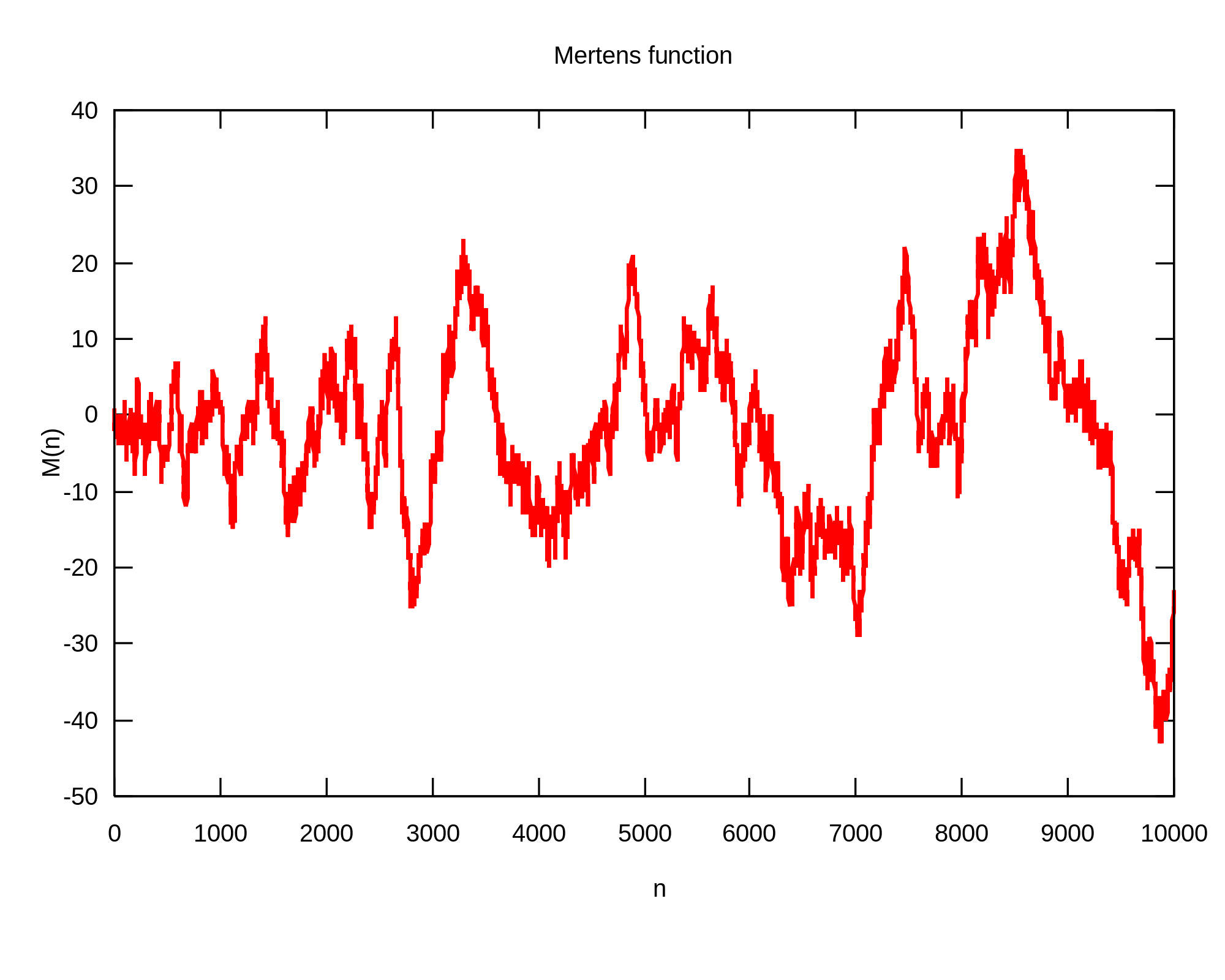
Andamento della funzione di Mertens da 1 a 10000

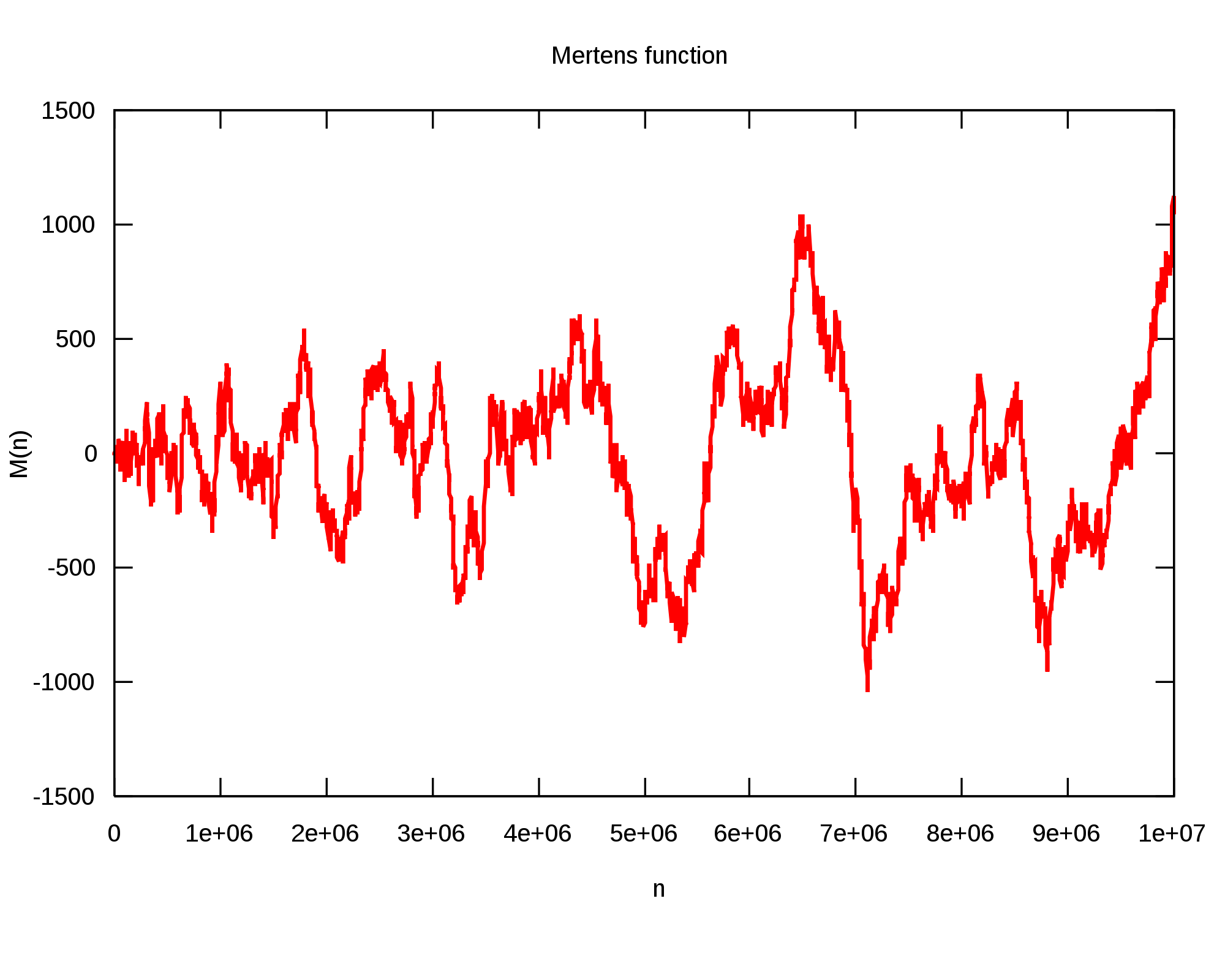
Andamento della funzione di Mertens da 1 a 10000000

La funzione di Mertens è una funzione che associa ad ogni intero positivo n il numero intero denotato con M(n) ottenuto come la somma dei valori assunti dalla funzione di Möbius in corrispondenza dei numeri interi compresi tra 1 ed n:
{\displaystyle M(n)=\sum _{k=1}^{n}\mu (k)},
dove μ(k) denota la funzione di Möbius.
Essa è stata studiata dal matematico tedesco Franz Mertens (1840-1924).
Come successione di interi la funzione di Mertens compare nella OEIS in corrispondenza della sigla A002321.
Poiché la funzione di Möbius assume solo tre possibili valori (-1, 0 e +1), la funzione di Mertens, che è il suo integrale discreto, deve soddisfare la seguente disuguaglianza
{\displaystyle \left|M(n)\right|\leq n}
In effetti i suoi valori al variare di n presentano un andamento oscillante e variazioni ridotte, presentano molti intervalli di stazionarietà e frequenti attraversamenti dell'asse delle ascisse.

## Alcuni valori
I primi valori sono dati dalla seguente tavola
| {\displaystyle M(n)} | +1 | +2 | +3 | +4 | +5 | +6 | +7 | +8 | +9 | +10 | +11 | +12 | +13 | +14 | +15 | +16 | +17 | +18 | +19 | +20 |
| -------------------- | -- | -- | -- | -- | -- | -- | -- | -- | -- | --- | --- | --- | --- | --- | --- | --- | --- | --- | --- | --- |
| 0+                   | 1  | 0  | -1 | -1 | -2 | -1 | -2 | -2 | -2 | -1  | -2  | -2  | -3  | -2  | -1  | -1  | -2  | -2  | -3  | -3  |
| 20+                  | -2 | -1 | -2 | -2 | -2 | -1 | -1 | -1 | -2 | -3  | -4  | -4  | -3  | -2  | -1  | -1  | -2  | -1  | 0   | 0   |
| 40+                  | -1 | -2 | -3 | -3 | -3 | -2 | -3 | -3 | -3 | -3  | -2  | -2  | -3  | -3  | -2  | -2  | -1  | 0   | -1  | -1  |
| 60+                  | -2 | -1 | -1 | -1 | 0  | -1 | -2 | -2 | -1 | -2  | -3  | -3  | -4  | -3  | -3  | -3  | -2  | -3  | -4  | -4  |
| 80+                  | -4 | -3 | -4 | -4 | -3 | -2 | -1 | -1 | -2 | -2  | -1  | -1  | 0   | 1   | 2   | 2   | 1   | 1   | 1   | 1   |

Un'idea della lenta crescita del codominio della M(n) al crescere di n è data dai primi termini della successione dei valori {\displaystyle M(10^{k})}, successione reperibile in OEIS in corrispondenza della sigla A084237 i cui valori per k = 0, 1, ..., 16 sono 
| {\displaystyle k}         | 0 | 1  | 2 | 3 | 4   | 5   | 6   | 7    | 8    | 9    | 10     | 11     | 12    | 13     | 14      | 15       | 16       | 17        | 18        | 19        | 20        | 21         | 22          |
| ------------------------- | - | -- | - | - | --- | --- | --- | ---- | ---- | ---- | ------ | ------ | ----- | ------ | ------- | -------- | -------- | --------- | --------- | --------- | --------- | ---------- | ----------- |
| {\displaystyle M(10^{k})} | 1 | -1 | 1 | 2 | -23 | -48 | 212 | 1037 | 1928 | -222 | -33722 | -87856 | 62366 | 599582 | -875575 | -3216373 | -3195437 | -21830254 | -46758740 | 899990187 | 461113106 | 3395895277 | -2061910120 |

## Altre proprietà

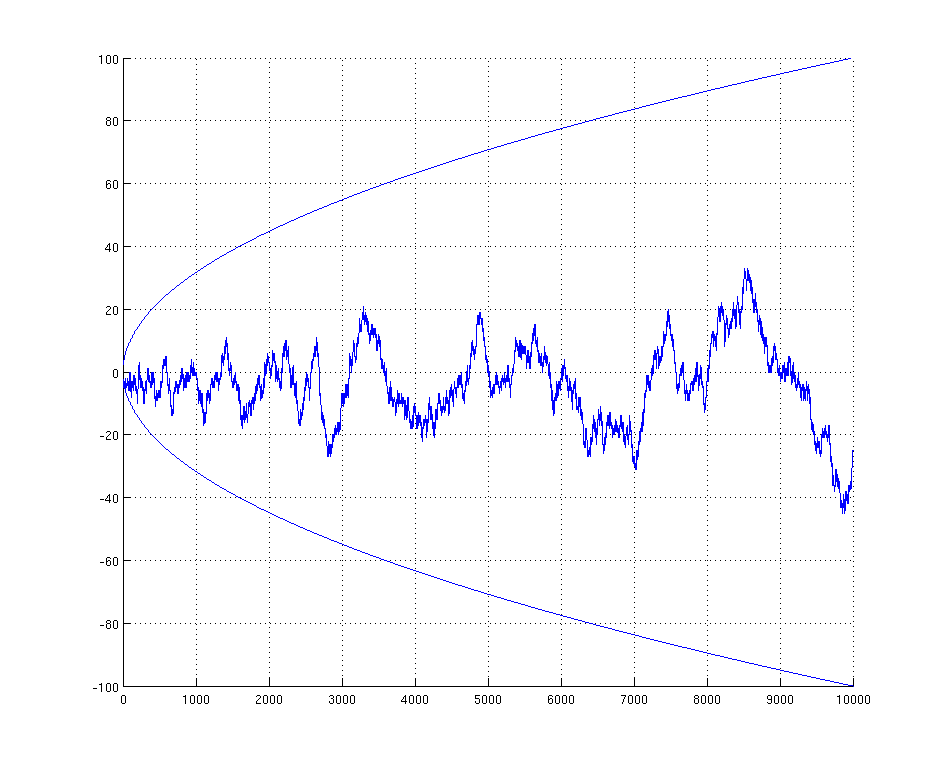
Il grafico rappresenta la funzione di Mertens M(n) e le radici quadrate ±√n per n minore di 10000. Dopo aver controllato questi valori Mertens congetturò che la funzione M(n) fosse sempre compresa tra le due radici. Quest'ipotesi, nota come congettura di Mertens, è stata dimostrata essere falsa nel 1985, quasi un secolo dopo la sua formulazione.

Mertens nel 1897 ha avanzato la congettura che valesse la disuguaglianza
{\displaystyle \left|M(n)\right|\leq {\sqrt {n}}},
dopo aver verificato che essa è soddisfatta per n < 10000.
Tuttavia nel 1985 A. M. Odlyzko e H. J. J. te Riele hanno dimostrato che tale congettura è errata, con una dimostrazione che richiede una comprensione del calcolo avanzato e che non fornisce un controesempio. Il minimo valore x che falsifica la congettura è ancora sconosciuto, tuttavia è stato dimostrato che deve essere compreso tra 1012 e 1065.
Un'ulteriore congettura di Odlyzko e te Riele ancora aperta affermerebbe che
{\displaystyle \limsup _{n\to \infty }{\frac {\left|M(n)\right|}{\sqrt {n}}}=\infty }
Il termine n-esimo della successione di Mertens fornisce il valore del determinante della matrice di Redheffer n × n.